# Feuchtigkeitssensor

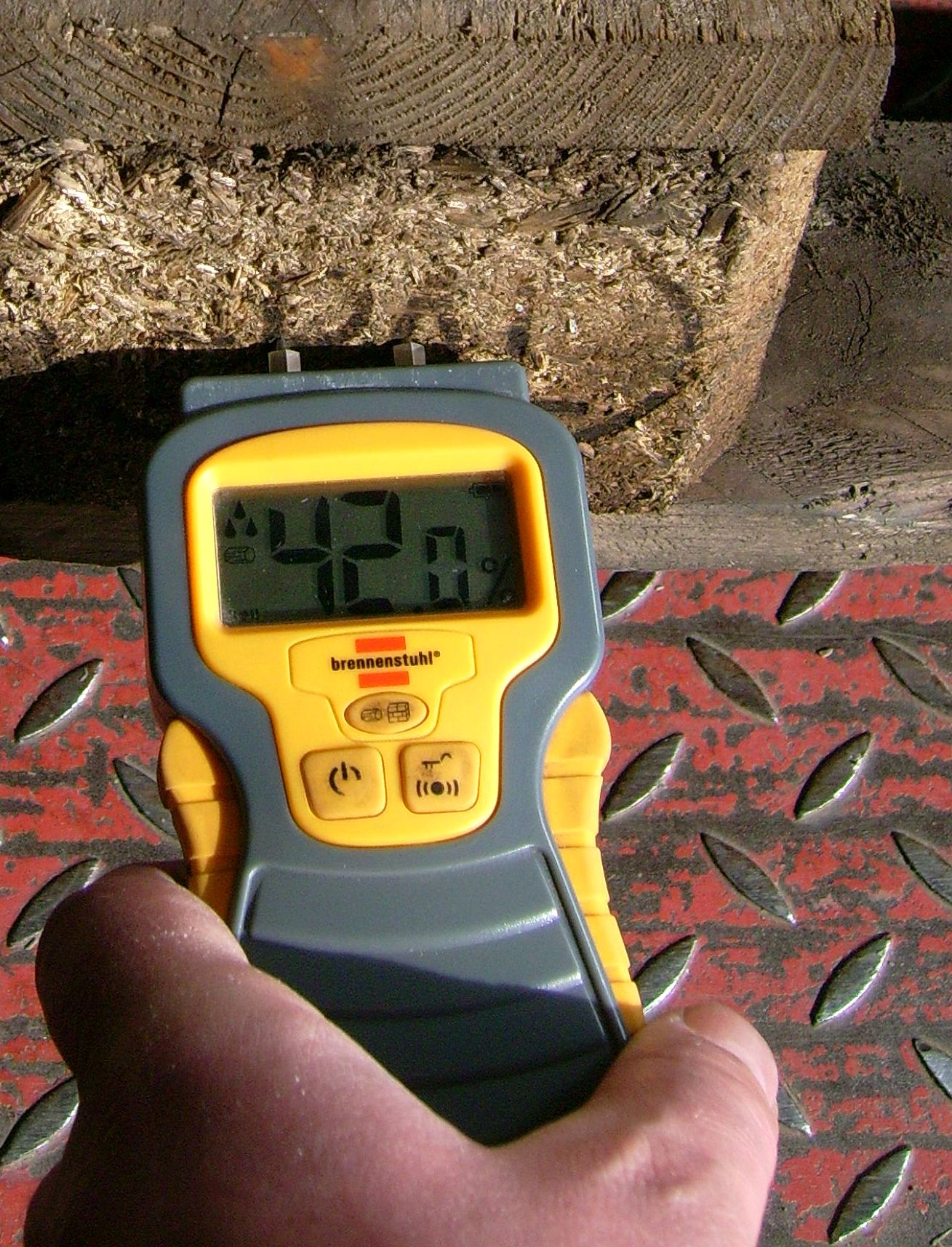
Feuchtigkeitsmessung an einer Europalette

Ein Feuchtigkeitssensor ist ein Messfühler zur Bestimmung des Wassergehaltes eines Stoffes oder Testvolumens. Da die Messung der Feuchte in den verschiedensten Anwendungsfällen notwendig ist, existieren zahlreiche technische Realisierungen unterschiedlicher Messprinzipien nebeneinander.

## Anwendungen
Feuchtesensoren werden beispielsweise in der Meteorologie in Hygrometern zur Messung der Luftfeuchtigkeit eingesetzt. In der Landwirtschaft werden Feuchtesensoren zur Messung der Bodenfeuchte in Tensiometern verwendet. In der Kosmetik und Dermatologie nutzt man Corneometer zur Messung der Hautfeuchte in den oberen Hautschichten. Mikrowellenbasierte Methoden finden bei der Feuchtemessung von Schüttgütern Einsatz.

## Physikalische Messprinzipien
Wegen der sehr unterschiedlichen Anwendungsfelder für Feuchtesensoren kommen auch zahlreiche Messprinzipien zur Anwendung. Die folgende Auflistung gibt eine unvollständige Übersicht über die einige zugrundeliegenden physikalischen Prinzipien:
| Name                      | Physikalisches Prinzip                                                     | Anwendungsbeispiel |
| ------------------------- | -------------------------------------------------------------------------- | ------------------ |
| Mikrowellenabsorption     | Absorption elektromagnetischer Wellen                                      | Schüttgüter        |
| kapazitive Messung        | Änderung der Dielektrizitätskonstante                                      | Haut               |
| elektrische Leitfähigkeit | Änderung der elektrischen Leitfähigkeit bzw. des spezifischen Widerstandes | Bodenfeuchte       |
| Wägen                     | Bestimmung des Wassergehaltes durch Trocknen (Darren) und Wägen            | Holzfeuchte        |

Die zusätzlichen, kursiv dargestellten Messverfahren zur Feuchtemessung sind manuelle Verfahren, die nicht in Sensoren genutzt werden können.